# Куссуль Наталія Миколаївна
Куссуль Наталія Миколаївна (10 листопада 1965, м. Воркута, Росія) — фахівець з обчислювального інтелекту та інформаційних технологій супутникового моніторингу. Доктор технічних наук, професор кафедри інформаційної безпеки.

## Освіта
У 1987 закінчила Київський Національний Університет імені Т. Г. Шевченка (механіко-математичний факультет), отримавши диплом з відзнакою за спеціальністю «Математика». Присвоєна кваліфікація «Математик. Викладач».
По закінченні аспірантури без відриву від виробництва в Інституті кібернетики НАН України імені В. М. Глушкова в 1991 році захистила кандидатську дисертацію за спеціальністю «Системний аналіз і автоматичне керування». Науковий керівник — доктор технічних наук, професор Бакан Геннадій Михайлович.
В 2001 році по закінченні докторантури Інституту космічних досліджень НАН і НКА України захистила докторську дисертацію за спеціальністю «Системи і процеси керування».

## Професійна діяльність
З 1987 по 1996 працювала в Інституті кібернетики імені В. М. Глушкова НАН України на посадах інженера-програміста, молодшого наукового співробітника, наукового співробітника, старшого наукового співробітника.
З моменту створення у 1996 році Інституту космічних досліджень НАН і НКА України (ІКД НАНУ-НКАУ) працює в цьому Інституті на посадах старшого наукового співробітника, завідувача відділу інформаційних технологій та систем, заступника директора з наукової роботи.
З 1996 року викладає комп'ютерні дисципліни на кафедрі Інформаційної безпеки Фізико-технічного інституту Національного технічного університету України «КПІ». В 2001 році отримала вчене звання доцента цієї кафедри, а в 2006 році — звання професора.
З 2005 року представляє Україну в робочій групі WGISS [Архівовано 24 серпня 2013 у Wayback Machine.] (The Working Group on Information Systems and Services) міжнародного комітету з супутникових спостережень CEOS [Архівовано 27 жовтня 2014 у Wayback Machine.] (Committee on Earth Observing Satellites).

## Наукові інтереси
Обчислювальний інтелект, методи машинного навчання, інформаційні технології супутникового моніторингу, аналіз ризиків, геопросторовий аналіз.

## Досягнення
- Науковий керівник міжнародних проектів за підтримки CRDF, INTAS[ru], STCU [Архівовано 14 травня 2010 у Wayback Machine.], World Bank.
- Ініціатор створення та керівник регіонального центру підтримки програми UN-SPIDER в Україні [Архівовано 2 лютого 2014 у Wayback Machine.].
- Координатор Українського центру геопросторових даних (UGDC — Ukrainian Geospatial Data Center) світової системи даних WDS.
- Підготувала 5 кандидатів наук, керує науковими дослідженнями докторантів, аспірантів та магістрів.

## Наукові праці
Автор близько 200 наукових праць, серед них монографії у видавництві «Наукова думка», видавництві Springer [Архівовано 23 січня 2013 у Wayback Machine.] та 2 навчальних посібника.
- Куссуль Н. Н., Шелестов А. Ю. Использование РНР. Самоучитель.- М.: «Диалектика», 2005.
- Куссуль Н. М., Шелестов А. Ю., Лавренюк А. М. Інтелектуальні обчислення. Навчальний посібник (навчальний посібник з грифом МОН України).- К.: «Наукова думка», 2006. — 186 с.
- Куссуль Н. Н., Шелестов А. Ю., Скакун С. В., Кравченко А. Н. Интеллектуальные вычисления в задачах обработки данных наблюдения Земли.- К.: « Наукова думка», 2007. — 196 с. [Архівовано 2 березня 2014 у Wayback Machine.]
- Куссуль Н. Н., Шелестов А. Ю. Grid-системы для задач исследования Земли. Архитектура, модели и технологии.- К.: «Наукова думка», 2008. — 452 c. [Архівовано 2 березня 2014 у Wayback Machine.]
- Куссуль Н. М., Шелестов А. Ю., Скакун С. В., Кравченко О. М. Intelligent Data Processing in Global Monitoring for Environment and Security.- ITHEA, Київ-Софія, 2011.
- Kussul N., Shelestov A., Skakun S. Technologies for Satellite Data Processing and Management Within International Disaster Monitoring Projects// In . Grid and Cloud Database Management Grid — Fiore, S.; Aloisio, G. (Eds.). — 2011, Springer — Р. 279—306. [Архівовано 29 жовтня 2013 у Wayback Machine.]
- Kussul N., Shelestov A., Skakun S., Kravchenko O. High-performance Intelligent Computations for Environmental and Disaster Monitoring/ In Intelligent Data Processing in Global Monitoring for Environment and Security — ITHEA, Kiev-Sofia, 2011 — P. 76-103.
- Kussul N., Shelestov A., Skakun S. Flood Monitoring on the Basis of SAR Data/ In Use of Satellite and In-Situ Data to Improve Sustainability// F. Kogan, A. Powell, O. Fedorov (Eds.). — NATO Science for Peace and Security Series C: Environmental Security, Springer, 2011. — P. 19-29. [Архівовано 2 лютого 2014 у Wayback Machine.]
- Lecca G., Petitdidier M., Hluchy L., Ivanovic M., Kussul N., Ray N., Thieron V.: Grid computing technology for hydrological applications. Grid computing technology for hydrological applications.- Journal of Hydrology, 2011, Volume 403, Issues 1-2, 6 June 2011, P. 186—199. [Архівовано 19 квітня 2013 у Wayback Machine.]
- Kussul N., Mandl D., Moe K., Mund J.P., Post J., Shelestov A., Skakun S., Szarzynski J., Van Langenhove G., Handy M. Interoperable Infrastructure for Flood Monitoring: SensorWeb, Grid and Cloud.- IEEE Journal of Selected Topics in Applied Earth Observations and Remote Sensing, 2012 vol. 5, no. 6, pp. 1740—1745. [Архівовано 3 лютого 2014 у Wayback Machine.]
- Kussul N., Shelestov A., Skakun S., Li G., Kussul O. The Wide Area Grid Testbed for Flood Monitoring Using Earth Observation Data.- IEEE Journal of Selected Topics in Applied Earth Observations and Remote Sensing, 2012, vol. 5, no. 6, pp. 1746—1751. [Архівовано 3 лютого 2014 у Wayback Machine.]
- Kogan, F., Kussul, N., Adamenko, T., Skakun, S., Kravchenko O., Kryvobok O., Shelestov A., Kolotii A., Kussul O. & Lavrenyuk A. Winter wheat yield forecasting in Ukraine based on Earth observation, meteorological data and biophysical models.-International Journal of Applied Earth Observation and Geoinformation, 2013 vol. 23, pp. 192—203. [Архівовано 31 березня 2013 у Wayback Machine.]